# Mitchell Jay Feigenbaum
Mitchell Jay Feigenbaum, ameriški fizik in matematik, * 19. december 1944, Filadelfija, Pensilvanija, ZDA, † 30. junij 2019, New York.
Feigenbaum je najbolj znan po svojih pionirskih raziskavah teorije kaosa in odkritju Feigenbaumovih konstant {\displaystyle \delta } in {\displaystyle \alpha }. Najprej je na Tehnološkem inštitutu  Massachusettsa (MIT) študiral elektrotehniko, nato pa začel študirati fiziko. Doktoriral je leta 1970 z disertacijo o zakonih uklona pod Lowovim mentorstvom.